# Kaikoura
Kaikoura – miasto w Nowej Zelandii. Położone w północno-wschodniej części Wyspy Południowej, w regionie Canterbury, 2194 mieszkańców. (dane szacunkowe – styczeń 2010).